# Dekameron (nanizanka)
Dekameron je slovenska črnobela TV nanizanka, ki je nastala po istoimenski knjižni predlogi pisatelja Giovannia Boccaccia. Predvajala jo je TV Ljubljana od 16. decembra 1971. 
V »televizijski nanizanki v 14 zgodbah« se je zvrstilo okoli 200 igralcev, med njimi skoraj vsi največji tistega časa, s Stanetom Severjem na čelu. Ta je igral hudomušnega pisatelja, ki v vsaki epizodi vpelje gledalce v nove intrigantske zgodbe človeškega duha. Po osmem delu ga je zaradi smrti nadomestil Stevo Žigon.
Leta 2013 je bila digitalizirana in obnovljena. Po dolgih letih so jo takrat ponovno predvajali, vendar ne v prvotnem vrstnem redu.

## Produkcija

### Scenarij
Televizijska obdelava Boccacciovih novel se ni tesno naslonila na avtorja, marveč je od teh stotih novel izbrala štirinajst zgodb in jih s kamero upodobila ne glede na kronološko zaporedje v Dekameronu. 
Zgodbe je izbral in v scenarij predelal pisatelj in dramaturg Saša Vuga, ki je izbral predvsem tiste zgodbe, ki so mu omogočale predelavo v dramsko obliko brez večjih posegov v bistvo Boccacciovih zgodb. Ker je takih primanjkovalo, je tri znatno dopolnil z elementi iz drugih novel, deloma pa tudi iz lastne fantazije.

### Češki sodelavci
Režiral je Václav Hudeček, ki je iz Češke prišel v Slovenijo po koncu praške pomladi in s seboj pa je pripeljal še najtesnejša sodelavca, direktorja fotografije Vladimirja Tumo in scenografa Miloša Ditricha.

### Snemanje
Serija je bila posneta v letih 1970 in 1971. Nastajala je v studiu takratnega VIBA filma (TV Ljubljana ni imela lastne hiše) v stari Jožefovi cerkvi, zunanje posnetke pa so snemali v Istri – v Bujah in Grožnjanu.

### Igralci
Nastopili so tudi člani SSG v Trstu in sicer Jožko Lukeš, Livij Bogatec, Danilo Turk, Silvij Kobal in Adrijan Rustja.
Jože Zupan, eden od nastopajočih, je ob začetku predvajanja dejal, da se mu zdi Dekameron za današnji čas odmaknjen in naiven kljub vsem svojim poantam. Igra se mu je zdela solidna in zdelo se mu je škoda, da se ga ne da videti v barvah.

## Epizode
| Št. | Naslov                         | Datum predvajanja | g. Boccaccio | V ostalih vidnejših vlogah |
| --- | ------------------------------ | ----------------- | ------------ | --- |
| 1.  | O opatu in duši v vicah        | 16. december 1971 | Stane Sever  | Mila Kačič, Bert Sotlar (opat), Majda Grbac, Jožko Lukež (Ferondo), Radko Polič, Maks Furijan                                                                                        |
| 2.  | O uročenem pismu               | 23. december 1971 | Stane Sever  | Mila Kačič, Janez Škof, Janez Hočevar, Brane Ivanc, Vinko Hrastelj, Boris Juh, Jerca Mrzel, Vera Murko                                                                               |
| 3.  | O pastirju, ki je volk postal  | 29. december 1971 | Stane Sever  | Mila Kačič, Zlatko Šugman, Majda Kohek, Rudi Kosmač |
| 4.  | O vrvici in ljubosumnem možu   | 6. januar 1972    | Stane Sever  | Mila Kačič, Arnold Tovornik, Meta Vranič, Livij Bogatec, Alenka Vipotnik, Sava Sever, Tone Kuntner, Anton Petje, Laci Cigoj                                                          |
| 5.  | O peresu angela Gabrijela      | 13. januar 1972   | Stane Sever  | Mila Kačič, Jurij Souček, Dare Ulaga, Marjan Hlastec, Danilo Bezlaj |
| 6.  | O študentu in gospe            | 20. januar 1972   | Stane Sever  | Mila Kačič, Metoda Zorčič, Boris Cavazza, Vika Gril, Kristijan Muck, Pavel Rakovec, Danilo Turk, Franc Prus                                                                          |
| 7.  | O dobrodušnem menihu           | 27. januar 1972   | Stane Sever  | Mila Kačič, Ladko Korošec, Minu Kjuder, Dare Valič, Božo Vovk, Angelca Hlebce, Tone Homar                                                                                            |
| 8.  | O ukradenem ljubimcu           | 17. februar 1972  | Stane Sever  | Mila Kačič, Marija Lojk, Milena Zupančič, Jože Zupan, Mirko Bogataj, Branko Miklavc, Janez Albreht, Andrej Nahtigal, Vinko Podgoršek, Jože Sadar, Karel Pogorelec, Julij Guštin, ... |
| 9.  | O sokolu                       | 24. februar 1972  | Stevo Žigon  | Sandi Krošl, Marija Benko, Dare Ulaga, Majda Grbac |
| 10. | O spovedi gospoda Ciappelletta | 2. marec 1972     | Stevo Žigon  | |
| 11. | O čudodelnem kamnu             | 9. marec 1972     | Stevo Žigon  | |
| 12. | O ženski zvestobi              | 16. marec 1972    | Stevo Žigon  | Mila Kačič, Radko Polič, Metoda Zorčič, Tone Kuntner, Kristjan Muck, Tone Slodnjak, Pavle Jeršin, Milan Brezigar, Janez Škof, Mira Bedenk, Andrej Nahtigal, ...                      |
| 13. | O sodniku s koledarjem         | 23. marec 1972    | Stevo Žigon  | Aleksander Valič, Jerica Mrzel, Livij Bogatec |
| 14. | O neapeljskem rubinu           | 30. marec 1972    | Stevo Žigon  | Boris Cavazza, Milena Zupančič |

## Ekipa
- scenarij: Saša Vuga
- režija: Václav Hudeček
- montaža: Milka Badjura
- fotografija: Vladimír Tůma
- kostumografija: Alenka Bartl
- scenografija: Miloš Ditrich, Vladimir Rijavec in Belica Škerlak
- glasbena oprema: Anton Natek[1]
- maska: Zoran Lemajič (vodja), Hilda Jurečič in Fani Drapal
- prevajalec: Andrej Budal
- organizator: Franci Zajc
- tonski mojster: France Velkavrh
- redaktor: Janez Menart